# Ломаврен
Ломаврен — смешанный язык армянских цыган боша (поша, лом). Распространён в Армении, частично Грузии и Азербайджане. Ранее также был распространён в Турции.
Имеет лексику и фонетику индоарийского происхождения с влиянием армянского языка и грамматику армянского языка.
Число говорящих на 2004 год — 50 человек

## Распространение
На ломаврене говорят в Армении, если быть более точным, в окрестностях Еревана и Гюмри, в южной Грузии, в Ахалцихе и Ахалкалаки, а также ранее и в Турции, в регионах Карс, Ардануч, Артвин и Шевшет.

## Фонология[2]
| По способу образования | По способу образования | По способу образования | По способу образования | По месту образования | По месту образования | По месту образования | По месту образования | По месту образования |
| По способу образования | По способу образования | По способу образования | По способу образования | Губные               | Зубные               | Среднеязычные        | Заднеязычные         | Глоттальные          |
| Шумные                 | Взрывные               | Глухие                 | Непридыхательные       | p                    | t                    |                      | k                    |                      |
| Шумные                 | Взрывные               | Глухие                 | Придыхательные         | pʰ                   | tʰ                   |                      | kʰ                   |                      |
| Шумные                 | Взрывные               | Звонкие                | Звонкие                | b                    | d                    |                      | g                    |                      |
| Шумные                 | Аффрикаты              | Глухие                 | Непридыхательные       |                      | c                    | č                    |                      |                      |
| Шумные                 | Аффрикаты              | Глухие                 | Придыхательные         |                      | cʰ                   | čʰ                   |                      |                      |
| Шумные                 | Аффрикаты              | Звонкие                | Звонкие                |                      | j                    | ǰ                    |                      |                      |
| Шумные                 | Фрикативные            | Глухие                 | Глухие                 | f                    | s                    | š                    | x                    | h                    |
| Шумные                 | Фрикативные            | Звонкие                | Звонкие                | v                    | z                    | ž                    | γ                    |                      |
| Сонанты                | Носовые                | Носовые                | Носовые                | m                    | n                    |                      |                      |                      |
| Сонанты                | Глайды                 | Глайды                 | Глайды                 |                      |                      | y                    |                      |                      |
| Сонанты                | Боковые                | Боковые                | Боковые                |                      | l                    |                      |                      |                      |
| Сонанты                | Одноударные            | Одноударные            | Одноударные            |                      | r                    |                      |                      |                      |
| Сонанты                | Многоударные           | Многоударные           | Многоударные           |                      | ȑ                    |                      |                      |                      |

## Примеры
Сравнение слов из ломаврен и романи (диалект русских цыган):
ломаврен — романи — перевод
ak — екх — один
luj — дуй — два
meravys — мэ — я
vorov — баро — большой
per — пэр — живот
thuli — пхув — земля
sarsi — джювлы — женщина
mus — мурш — мужчина
var — бар — камень
buhu — бут — много
aratujn — рат — ночь
rosh — яг — огонь
muj — муй — рот